# Cercospora manihobae
Cercospora manihobae är en svampart som beskrevs av Viégas 1945. Cercospora manihobae ingår i släktet Cercospora och familjen Mycosphaerellaceae.   Inga underarter finns listade i Catalogue of Life.